# Harold Washington Library-State/Van Buren (métro de Chicago)
Harold Washington Library-State/Van Buren (communément simplement Library) est une station du métro de Chicago sur le côté sud de l’Union Loop. Elle est ainsi nommée parce qu'elle permet un accès direct au deuxième étage du bâtiment de la Harold Washington Library. Non loin se trouve le Monadnock Building (1891), un des premiers immeubles de grande hauteur de Chicago.

## Historique
La station était connue sous le nom de State/Van Buren lors de son ouverture le 3 octobre 1897. Il y avait, à cette époque, trois stations néocoloniales sur la ligne au-dessus de Van Buren street (State/Van Buren, Dearborn/Van Buren et LaSalle/Van Buren).
Comme Dearborn/Van Buren en 1949, la station State/Van Buren fut fermée en 1973 car elle était trop peu fréquentée.
La station a été rouverte en 1997 dans le but de desservir la bibliothèque centrale de la ville entièrement rénovée et d’offrir une nouvelle correspondance aux lignes bleue et rouge à la station Jackson.
En 2011, année de célébration du vingtième anniversaire de la Harold Washington Library, la station a été renommée Harold Washington Library-State/Van Buren en la mémoire de Harold Washington, premier maire afro-américain de Chicago et décédé durant son mandat.

## Caractéristiques
La nouvelle station Library a été conçue par Diane Legge Kemp qui, pour l'harmoniser avec la Harold Washington Library, utilisa des briques rouge et un toit en acier vert tranchant complètement avec l’architecture classique des stations du métro de Chicago. La station s’étend de State Street à Dearborn Street avec sa mezzanine sous les voies à Hauteur de State Street et Plymouth Court.
La station est capable de recevoir des rames de huit wagons soit la plus grande capacité en vigueur sur le métro de Chicago ('L').

## Desserte
La station est desservie par la ligne brune dans le sens inverse des aiguilles d’une montre sur la voie extérieur du Loop et par les lignes mauve (en heure de pointe), orange, et rose dans le sens horaire sur la voie intérieure du Loop.

| Nord/Ouest                                        |  |                                    |  | Sud/Est                                  |
| ------------------------------------------------- |  | ---------------------------------- |  | ---------------------------------------- |
| LaSalle/Van Buren                                 |  | ligne brune                        |  | Adams/Wabash vers Kimball via Clark/Lake |
| LaSalle/Van Buren vers Midway via Clark/Lake      |  | ligne orange                       |  | Roosevelt                                |
| LaSalle/Van Buren vers 54th/Cermak via Clark/Lake |  | ligne rose                         |  | Adams/Wabash                             |
| LaSalle/Van Buren vers Linden via Clark/Lake      |  | ligne mauve (heures de pointe) (d) |  | Adams/Wabash                             |
| modifier sur Wikidata                             |  |                                    |  |                                          |

## Correspondances

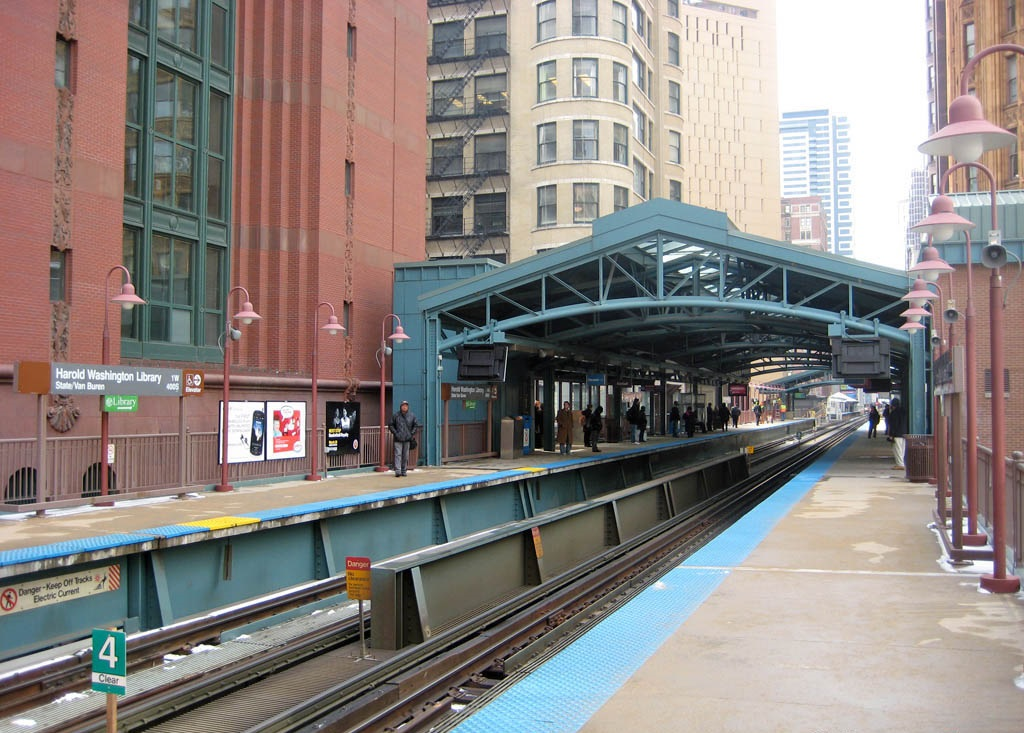
Extérieur de la station.

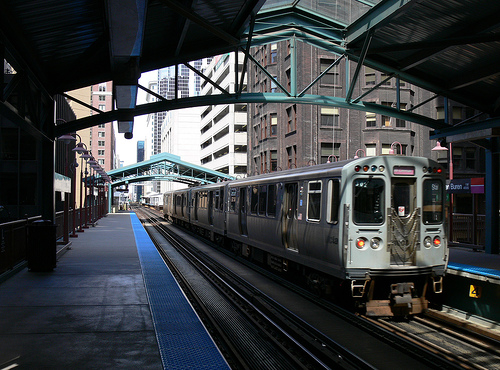
Une rame sortant de la station.

Un escalier à chaque extrémité des quais de la station permet la correspondance avec les stations Jackson sous Dearborn Street pour la ligne bleue  et sous State Street pour la ligne rouge.
Avec les bus de la Chicago Transit Authority :
- #2 Hyde Park Express
- #6 Jackson Park Express
- #10 Museum of Science and Industry
- #22 Clark
- #24 Wentworth
- #29 State
- #36 Broadway
- #62 Archer (Owl Service)
- #144 Marine/Michigan Express
- #145 Wilson/Michigan Express
- #146 Inner Drive/Michigan Express
- #147 Outer Drive Express
- #148 Clarendon/Michigan Express

## Dans la culture populaire
La station apparaît régulièrement dans la série télévisée Urgences.